# Cyrtandra cladantha
Cyrtandra cladantha är en tvåhjärtbladig växtart som först beskrevs av Skottsb. (pro. sp..  Cyrtandra cladantha ingår i släktet Cyrtandra och familjen Gesneriaceae. Inga underarter finns listade i Catalogue of Life.